# 아라키 다이고
아라키 다이고(일본어: 荒木 大吾, 1994년 2월 17일 ~ )는 일본의 축구 선수이다.

## 구단 경력
그는 2016년부터 J리그의 주빌로 이와타, 교토 상가 FC에서 뛰었다.